# 니시큐슈
니시큐슈(일본어: 西九州 니시큐슈[*], 문화어: 니시규슈)는 규슈 지방 중 서쪽에 위치한 지역의 호칭이다. 최근에는 특히 사가현, 나가사키현을 가리키는 경우가 많다.